# Jealous Guy
Jealous Guy è un brano composto e registrato da John Lennon, contenuto nel suo album solista Imagine del 1971, e pubblicato come singolo postumo, il 18 novembre 1985. Si tratta di una delle canzoni più famose di Lennon, reinterpretata da più di novanta artisti. La cover più celebre è quella dei Roxy Music che raggiunse il primo posto in classifica tre mesi dopo l'assassinio di John Lennon.

## Il brano

### Origine e storia
La genesi della canzone ebbe origine in India, a seguito di una lezione del Maharishi Mahesh Yogi circa un "figlio di madre natura", a cui avevano assistito i Beatles. Ciò ispirò sia Paul McCartney che John Lennon a scrivere canzoni sullo stesso soggetto. McCartney compose Mother Nature's Son che venne inclusa nel White Album, mentre Lennon scrisse Child of Nature che fu accantonata. Convinto della bontà della melodia del brano, Lennon continuò a provarlo anche durante le sessioni per l'album Let It Be/Get Back. Successivamente Lennon riscrisse completamente il testo della canzone eliminando ogni riferimento "trascendentale", trasformandolo in una richiesta di perdono verso Yoko Ono e tutto il genere femminile, includendo il brano nel suo album del 1971 Imagine.
È nota l'esistenza di tre registrazioni di Child of Nature. La prima è un demo registrato a casa di George Harrison nel maggio 1968. La seconda, nella quale George effettua il controcanto, fu registrata ai Twickenham Film Studios il 2 gennaio 1969. Una terza registrazione fu eseguita agli Apple Studios il 24 gennaio. Un breve estratto del coro tratto dalla seconda registrazione appare sul CD bonus Fly on the Wall allegato alle prime versioni di Let It Be... Naked.
Nel brano il basso è suonato da Klaus Voormann, amico dei Beatles sin dai tempi di Amburgo.

### Pubblicazione
Jealous Guy fu pubblicata sull'album Imagine nel 1971. Durante la vita di Lennon non uscì come singolo.
Circa cinque anni dopo la sua morte, e quattro anni e mezzo dopo la cover dei Roxy Music, salita al primo posto in Gran Bretagna nel 1981, la versione originale di Jealous Guy fu pubblicata dalla Parlophone come singolo nel novembre 1985, con il numero di catalogo R 6117. Sul lato B fu inclusa Going Down on Love (una traccia dell'album Walls and Bridges). Il singolo raggiunse la posizione numero 65 in classifica.
Negli Stati Uniti il singolo fu 80º nella classifica Billboard top 100 nel novembre 1988, in contemporanea con l'uscita nei cinema del film documentario Imagine: John Lennon.

## Tracce singolo
Testi e musiche di John Lennon
1. Jealous Guy  - 4:14
2. Going Down On Love - 3:54

### Formazione
- John Lennon: voce
- Nicky Hopkins: pianoforte
- John Barham: harmonium
- Alan White: vibrofono
- Joey Molland: chitarra acustica
- Tom Evans: chitarra acustica
- Mike Pinder: tamburello
- Klaus Voormann: basso
- Jim Keltner: batteria
- The Flux Fiddlers: archi

## Video promozionale
Per la canzone fu girato un video promozionale nel 1971. Esso mostra, con una ripresa dall'alto di un elicottero, John e Yoko in viaggio su un carro funebre dalla loro dimora Tittenhurst Park fino a un lago vicino, dove poi salgono su una barca a remi.

## Cover dei Roxy Music
Dopo la morte di Lennon nel 1980, i Roxy Music iniziarono ad eseguire una cover della canzone durante il loro tour in Australia, quindi registrarono il pezzo e lo pubblicarono su singolo nel febbraio 1981. Il singolo fu distribuito dalla Polydor con To Turn You on come B-side (n° catal. "ROXY 2"), che più tardi comparve nel loro album Avalon del 1982. La cover raggiunse il 1º posto in classifica nel Regno Unito, unico singolo dei Roxy Music, restandovi per due settimane nel marzo 1981. Questa cover compare in varie raccolte del gruppo e di Bryan Ferry, anche se non sempre nella versione completa.

## Altre Cover
Jealous Guy è stata reinterpretata da numerosi artisti, tra i quali:
- The Shadows (sull'album Simply Shadows del 1987)
- Mason Betha
- Aslan[10]
- Donny Hathaway
- Frankie Miller
- Kevin Hewick
- The Black Crowes
- Enuff Z'Nuff (sull'album Seven del 1997).
- Jeff Tweedy
- Adriano Celentano
- Gavin DeGraw
- Peter Criss (dei KISS).
- The Faces (sul loro album live del 1975 Coast to Coast: Overture and Beginners).
- Collective Soul (sull'album tributo del 1995 Working Class Hero: A Tribute to John Lennon).
- Belinda Carlisle (come B-side del singolo In Too Deep e sulla versione USA del suo album del 1996 A Woman and a Man).
- Elliott Smith
- Lou Reed dei Velvet Underground, diede una toccante interpretazione di Jealous Guy nell'ottobre 2001 durante lo show Come Together: A Night for John Lennon's Words and Music - tributo a Lennon e alle vittime degli attentati dell'11 settembre.
- Youssou N'Dour (sul disco Instant Karma: The Amnesty International Campaign to Save Darfur del 1997).
- Deftones (sul disco Instant Karma: The Amnesty International Campaign to Save Darfur ma solo come traccia bonus scaricabile da iTunes).
- Ben Allison (sul suo album Little Things Run The World del 2008).
- Manuel Agnelli degli Afterhours ha interpretato al pianoforte il brano di John Lennon; il pezzo è stato inserito tra le tracce del singolo Sui giovani d'oggi ci scatarro su del 1998.
- The Weeknd ha interpretato il brano con una base prodotta da lui stesso e dal produttore statunitense Mike Dean per la soundtrack della serie TV The Idol